# Crenicichla brasiliensis
Crenicichla brasiliensis és una espècie de peix de la família dels cíclids i de l'ordre dels perciformes.

## Morfologia
Els mascles poden assolir els 7,8 cm de longitud total.

## Distribució geogràfica
Es troba al Brasil: Ceará, Paraíba, Rio Grande do Norte i Pernambuco.